# ONE Fight Night 13
ONE Fight Night 13: Allazov vs. Grigorian 3 fue un evento de deportes de combate producido por ONE Championship llevado a cabo el 4 de agosto de 2023, en el Lumpinee Boxing Stadium en Bangkok, Tailandia.

## Historia
Una pelea por el Campeonato Mundial de Kickboxing de Peso Pluma de ONE entre el actual campeón Chingiz Allazov (además de ex-Campeón de Peso Súper Wélter de K-1 y Campeón del Grand Prix de Kickboxing de Peso Pluma de ONE de 2022) y el ex-Campeón de Peso Ligero de Glory Marat Grigorian encabezó el evento. El par se enfrentó por primera vez en Glory 7: Milan en 2013, pero la pelea terminó sin resultado por un codazo ilegal. Su segundo enfrentamiento se llevó a cabo en Levallois-Perret, Francia en 2014, y Grigorian ganó por decisión unánime.
Una pelea por el Campeonato Mundial de Submission Grappling de Peso Mosca de ONE entre el actual campeón Mikey Musumeci y el actual Campeón Mundial de Peso Paja de ONE Jarred Brooks se llevó a cabo en el evento.
Una pelea de peso pesado entre el múltiples veces Campeón Mundial de Jiu-Jitsu y ADCC Marcus "Buchecha" Almeida y Oumar "Reug Reug" Kane se llevó a cabo en el evento.
Una pelea de kickboxing entre el Campeón Mundial de Muay Thai de Peso Pluma de ONE Tawanchai P.K.Saenchai y el ex-Campeón de Peso Ligero de Glory Davit Kiria se llevó a cabo en el evento.
Una pelea de peso gallo entre el ex-Campeón Mundial de Peso Gallo de ONE John Lineker y Kim Jae Woong se llevó a cabo en el evento.
En el pesaje, John Lineker, Elias Mahmoudi y Rungrawee Sitsongpeenong no dieron en peso. Lineker pesó 151 libras, 6 libras sobre el límite de peso gallo, Mahmoudi pesó 135.25 libras, 0.25 libras sobre el límite de peso mosca, y Rungrawee pesó 174 libras, 4 libras sobre el límite de peso ligero. Todas las peleas continuaron en pesos pactados con cada peleador siendo multado con el 25% de sus bolsas, que fueron hacía sus oponentes Kim Jae-woong, Edgar Tabares y Nauzet Trujillo respectivamente.

## Resultados
1. ↑  Por el Campeonato Mundial de Kickboxing de Peso Pluma de ONE.
2. ↑  Por el Campeonato Mundial de Submission Grappling de Peso Mosca de ONE.

## Bonificaciones
Los siguientes peleadores recibieron bonos de $50.000.
- Actuación de la Noche: Mikey Musumeci, Tawanchai P.K. Saenchai, Oumar Kane, Tye Ruotolo y Enkh-Orgil Baatarkhuu